# 10 cm Gebirgshaubitze M.16
10 cm Gebirgshaubitze M.16 – austro-węgierskie działo górskie z okresu I wojny światowej.
Działo M.16 miało balistykę i amunicję taką samą jak polowa haubica M.14. Nowe było łoże działa zapewniające większy kąt ostrzału w pionie.
Działo M.16 miało łoże kołowe, jednoogonowe. Lufa stalowa, z zamkiem klinowym. Nabój składany, ładunek miotający zmienny (stosowano cztery ładunki). Oporopowrotnik hydrauliczno-sprężynowy. Na krótkie dystanse działo mogło być holowane lub przetaczane przez obsługę, na większe było przewożone po rozłożeniu na trzech dwukołowych wózkach (każdy ciągnięty przez dwa konie).
Z działa M.16 można było wystrzeliwać pociski burzące M.14 (masa 10 kg), odłamkowo-burzące M.14 (o masie 13,6 kg) i szrapnele M.14 (o masie 13,5 kg).
Wyprodukowano 550 dział M.16, z czego 434 w zakładach Skody.